# Нерелігійність у Сінгапурі
| Релігія у Сінгапурі | Релігія у Сінгапурі | Релігія у Сінгапурі | Релігія у Сінгапурі | Релігія у Сінгапурі |
| ------------------- | ------------------- | ------------------- | ------------------- | ------------------- |
| Релігія             |                     |                     | відсоток            |                     |
| Буддизм/Даосизм     | Буддизм/Даосизм     |                     | 43.2%               | 43.2%               |
| Християнство        | Християнство        |                     | 18.8%               | 18.8%               |
| Нерелігійність      | Нерелігійність      |                     | 18.5%               | 18.5%               |
| Іслам               | Іслам               |                     | 14%                 | 14%                 |
| Індуїзм             | Індуїзм             |                     | 5.0%                | 5.0%                |
| Інші                | Інші                |                     | 0.6%                | 0.6%                |

Станом на 2015 рік 18,5% жителів Сінгапуру не мають релігійної приналежності.  Нерелігійні сінгапурці зустрічаються в різних етнічних групах і в усіх сферах життя Сінгапуру. Нерелігійні в Сінгапурі, як правило, є атеїстами, агностиками, гуманістами, теїстами, деїстами або скептиками. Деякі місцеві жителі не мають жодної релігії, але все ж обирають традиційні ритуали, такі як поклоніння предкам, які вони не обов'язково вважають релігійними по суті. Кількість нерелігійних людей у Сінгапурі дещо зросла. Звіти перепису населення показують, що ті, хто заявляв, що не мають релігії, зросли з 13% у 1980 році до 18,5% у 2015 році. В останні роки в Сінгапурі стали більш популярними соціальні зібрання нерелігійних людей.
З 2005 року неформальні атеїстичні групи організовували соціальні збори для обговорення релігії та секуляризму та популярних книг на цю тему від таких авторів, як Річард Докінз та Крістофер Гітченс. Одну з найперших груп називали «Атеїст-Гавен», і її сформували троє сінгапурців у 2004 році.

## Гуманістичне товариство Сінгапуру
У 2008 р. було сформовано Сінгапурський гуманітарний мітинг як соціальну мережу світських гуманістів, атеїстів та агностиків . У жовтні 2010 року Гуманістичне товариство (Сінгапур) стало першою гуманістичною групою, яке стало відомим як суспільство. Багато членів піонерського товариства зустрічалися на зборах, організованих Сінгапурською зустріччю гуманізму. 

## Приналежність
Нерелігійні групи в Сінгапурі також пов'язані з іншими нерелігійними мережами в Південно-Східній Азії. Сінгапурська зустріч гуманізму, сінгапурські атеїсти та Гуманістичне товариство (Сінгапур) перелічені на вебсайті атеїстів Південно-Східної Азії. 